# George Paget
George Augustus Frederick Paget KCB (16 de março de 1818 — 30 de junho de 1880), foi um político e soldado britânico durante a Guerra da Crimeia.

## Juventude
Paget foi o filho mais jovem do 1º Marquês de Anglesey com sua segunda esposa, Lady Charlotte, filha de Charles Cadogan, 1º Conde Cadogan.

## Carreira militar
Paget serviu na Guerra da Crimeia e lutou em Alma e Balaclava. É frequentemente citado por suas observações feitas sobre a atuação dos russos em Balaklava, na península da Crimeia: "Todos loucos em seus postos avançados, cujos devaneios ele pode ouvir alguma coisa, é só fazer um barulho, e lá estamos todos nós, generais e todos... bem, eu suponho que 500 alarmes falsos são melhores do que uma surpresa". Esta citação foi supostamente escrita logo antes dos russos surpreenderam o acampamento. É famoso por ter lutado junto com a Brigada Ligeira enquanto fumava um charuto (um tipo preferido por soldados que serviram na Índia).

## Membro do Parlamento
Além de sua carreira militar Paget foi membro do Parlamento por Beaumaris entre 1847 e 1857. Recebeu a condecoração de Cavaleiro Comandante da Ordem do Banho em 1870.

## Casamentos
Paget casou pela primeira vez com sua prima Agnes Charlotte, filha de Sir Arthur Paget, em 1854. Eles tiveram dois filhos. Após a morte de sua esposa em março de 1858, apenas seis dias após o nascimento de seu filho mais novo, se casou pela segunda vez com Louisa Elizabeth, filha de Charles Fieschi Heneage, em 1861. Paget morreu em junho de 1880, aos 62 anos de idade. Louisa Elizabeth se casou pela segunda vez com Arthur Capell, 6º Conde de Essex, em 1881. Morreu em janeiro de 1914.